# Estrangeiro
| 전문가 평가 | 전문가 평가 |
| 평가 점수   | 평가 점수   |
| 출처        | 점수        |
| ----------- | ----------- |
| Allmusic    | [ 1 ]       |

《Estrangeiro》는 브라질의 음악가 카에타누 벨로주의 1989년에 발매한 스튜디오 음반이다. 피터 셰어와 아르토 린제이가 프로듀싱했으며 나나 바스콘셀로스, 카를리뇨스 브라운, 빌 프리셀, 마크 리보트가 참여했다. 로버트 크리스트가우는 1989년 발매된 베스트 음반 중에서 27위에 이름을 올렸다.

## 배경
당시 앰비셔스 러버스에서 활동하던 아르토 린제이와 피터 셰어를 프로듀서로 맞았고, 두 사람은 연주에서도 참여한 데다 〈Jasper〉를 벨로주와 합작했다. 또 빌 프리셀이나 마크 리보트 같은 미국인 기타리스트도 녹음에 참여했다.
〈Os Outros Românticos〉는 브라질에서 3천만 명의 아이들이 유기되는 문제를 언급했고 벨로주는 1989년 인터뷰에서 "3천만 명이란 결코 과장된 것이 아닙니다. 더 많은 것 아니냐는 추계도 있을 정도입니다."라고 말하고 있다. 〈Meia Lua Inteira〉는 이 작품의 녹음에도 참여한 브라질의 음악가 카를리뇨스 브라운이 제공한 곡이다.

## 곡 목록
모든 곡들은 특별한 언급이 없는 한 카에타누 벨로주에 의해 작사/작곡하였다.
| #   | 제목                     | 작사·작곡                        | 재생 시간 |
| --- | ------------------------ | -------------------------------- | --------- |
| 1.  | 〈O Estrangeiro〉        |                                  | 6:16      |
| 2.  | 〈Rai das Cores〉        |                                  | 2:38      |
| 3.  | 〈Branquinha〉           |                                  | 2:36      |
| 4.  | 〈Os Outros Românticos〉 |                                  | 4:59      |
| 5.  | 〈Jasper〉               | 아르토 린제이, 피터 셰어, 벨로주 | 4:59      |
| 6.  | 〈Este Amor〉            |                                  | 3:29      |
| 7.  | 〈Outro Retrato〉        |                                  | 4:59      |
| 8.  | 〈Etc.〉                 |                                  | 2:06      |
| 9.  | 〈Meia-Lua Inteira〉     | 카를리뇨스 브라운                | 3:45      |
| 10. | 〈Genipapo Absoluto〉    |                                  | 3:23      |